# Bergmyrtjärnen (Brunflo socken, Jämtland, 698906-145887)
Bergmyrtjärnen är en sjö i Östersunds kommun i Jämtland som ingår i Ljungans huvudavrinningsområde.